# Sartono
Sartono (ur. 1900, zm. 1968) – indonezyjski polityk.
Pochodził z rodziny arystokratycznej. Studiował na uniwersytecie w Leiden. Był jednym z założycieli Ligi Narodowej Indonezji (1927), przekształconej później (1928) w Indonezyjską Partię Narodową. Przewodniczył parlamentowi Republiki Indonezji (1949–1959).